# Michel Charolles
Michel Charolles est un linguiste français, professeur émérite de l'université Sorbonne-Nouvelle,.

## Biographie
Après un doctorat en linguistique sur la cohérence des textes en 1982, Michel Charolles a été assistant à l'université Rennes-II puis professeur à l'université Nancy-II et à l'université Sorbonne-Nouvelle. 
Il est chercheur au laboratoire LATTICE, qu'il a dirigé pendant quatre ans. Il est spécialiste de sémantique, de pragmatique, d'analyse du discours et d'interprétation des textes,.

## Publications
- Enseignement du récit et cohérence du texte, avec Jean Peytard, Paris, Larousse, 1978.
- Etude sur la cohérence et l'interprétation des discours, sous la direction de Jean Peytard, 1982.
- De l'art de nager et des différentes manières d'en parler, préface de Jean-Blaise Grize, Neuchâtel, Centre de recherches sémiologiques, Université de Neuchâtel, 1990.
- L'encadrement du discours : univers, champs, domaines et espaces, Nancy, Université Nancy 2, Langues-Discours-Cognition, 1997.
- Les prédications transformatrices et leurs patients : reprises pronominales et changements, avec Jacques François, Nancy, Université Nancy 2, Langues-Discours-Cognition, 1998.
- La référence et les expressions référentielles en français, Paris, Ophrys, 2002.
- Adverbials in use : from predicative to discourse functions, avec Laure Sarda, Shirley Carter-Thomas et Benjamin Fagard, Louvain-la-Neuve, Presses universitaires de Louvain, 2014.
- Dire l'événement : langage mémoire société, avec Danielle Londei, Sophie Moirand et Sandrine Reboul-Touré, Paris, Presses Sorbonne Nouvelle, 2019.